# 大分県道210号緒方大野線
大分県道210号緒方大野線（おおいたけんどう210ごう おがたおおのせん）は、大分県豊後大野市を通る一般県道である。

## 概要
豊後大野市緒方町馬場から大野町田中に至る。

### 路線データ
- 起点：大分県豊後大野市緒方町馬場（国道502号交点）
- 終点：大分県豊後大野市大野町田中（大野IC、国道57号 中九州横断道路交点）

## 路線状況

### 道路施設

#### トンネル
- 津留トンネル：延長89 m、1971年（昭和46年）竣工、豊後大野市

## 地理

### 通過する自治体
- 豊後大野市

### 交差する道路
| 交差する道路              | 交差する場所 | 交差する場所  |
| ------------------------- | ------------ | ------------- |
| 国道502号                 | 緒方町馬場   | 起点          |
| 国道57号 / 中九州横断道路 | 大野町田中   | 大野IC / 終点 |

### 交差する鉄道
- 豊肥本線

### 沿線
- おくぶんご緒方荘 俚楽の郷伝承体験館
- 善照寺
- JR九州豊肥本線緒方駅
- 旧緒方町役場
- 雲見社
- 大分県央飛行場
- 大野総合運動公園